# Chikil
Chikil (en azerí: Çikil: antes en ruso: Обливной; Oblivnoy) es una isla deshabitada de la bahía de Bakú en Azerbaiyán. Esta isla forma parte del archipiélago de Bakú, que consta de diversas islas como Boyuk Zira, Dash Zira, Kichik Zira (Qum o la isla de arena), Zenbil, entre otras.
Las aguas que rodean Chikil son muy poco profundas. Hay muy poca vegetación en la isla debido a la contaminación por hidrocarburos, así como por otros factores.
La Foca del Caspio, el esturión, y numerosos tipos de aves, como patos, gaviotas y somormujos, son algunas de las especies animales que se pueden encontrar en y alrededor de la isla.